# Oncidium flexuosum
O  Oncidium flexuosum , também chamado de “dama dançante” por causa de seu labelo que se assemelha a uma bailarina, é uma espécie de orquídeas da subfamília Epidendroideae da família das (Orquidáceas).

## Etimologia
O termo "flexuosum" vem do latim e significa flexível. Por suas hastes florais flexíveis e com hábitos trepadores, se enroscam em qualquer suporte ou tutor.

## Sinônimos
- Epidendrum lineatum Vell. (1831)
- Oncidium haematochrysum Rchb.f. (1850)
- Oncidium haematoxanthum Rchb.f. ex Lindl. (1855)
- Oncidium megalopterum Kraenzl.  (1922)

## Habitat
Esta espécie é nativa do Brasil, Argentina, Paraguai e Uruguai. Orquídea epífita que se desenvolve em áreas quentes e úmidas, tais como áreas pantanosas e em bosques de montanha baixa.

## Descrição
O Oncidium flexuosum é uma orquídea epífita com pseudobulbos ovais bastante achatados lateralmente que saem apicalmente folhas coriáceas estreitas oblongo linguladas. Da base do pseudobulbo emerge uma haste floral de numerosas flores de 2 cm de diâmetro.
Possuem numerosos ramos florais paniculados com numerosas flores amarelas intensas por ramificação ou racimo. As ramificações florais são muito flexíveis, que trepam e se agarram a suportes como um tutor.

## Cultivo
Tem preferência por ar úmido, com muita claridade ou com sombra moderada. Pode-se pôr no exterior como os Cymbidiums, para estimular a floração. Florescem de Janeiro a Fevereiro em seu habitat. No hemisfério norte no Outono e no Inverno.